# 에보닉스
에보닉스(Ebonics)는 흑인을 뜻하는 Ebony와 음성학을 뜻하는 Phonics가 합쳐진 말이다. 미국에서 흑인들이 사용하는 영어를 가리키는 말로, 원래는 모든 흑인들이 쓰는 언어를 가리키는 말이었다. 그러나 흑인영어를 미국의 표준영어와 구분짓고자 하는 세력들에 의해, 지금은 미국에 사는 흑인들의 사투리를 가리키는 말로 쓰인다. 에보닉스라는 단어는 1996년에 오크랜드(Oakland) 교육 위원회가 흑인영어 사용을 반대하면서 이 단어가 널리 알려졌다.
에보닉스에 대한 올바른 이해를 위해서 알아야 할 것은, 어느 지방에나 사투리가 있듯이 에보닉스도 여러 종류의 사투리 중 하나일 뿐이라는 점이다. 문법, 단어, 발음 등의 관점에서 볼 때, 다른 사투리들과 동일하며 우열을 논할 수 없다.